# Pierre Mussetta
Pierre « Pierrot » Mussetta, dit Masson, né le 12 mai 1912 à Cirié (Italie) et mort le 25 août 1995 à Paris, est un résistant français.

## Biographie
Ouvrier tourneur, il a passé 5 ans dans la Légion étrangère. Mobilisé au 129e régiment d’infanterie, il partage la chambrée du caporal Pierre de Bénouville dont il devient l'ami et l'homme de confiance.
Quand la Résistance se radicalise, Pierrot est l'homme des coups durs, le garde du corps que Bénouville prête aux dirigeants menacés.
Arrêté, Pierrot est déporté dans le convoi du 27 avril 1944 pour Auschwitz.
Le 12 mai 1944, 1561 détenus de ce convoi sont transportés à Buchenwald. Pierrot est affecté à un Kommando de bûcherons, celui de Schwerte.
Le 26 juin 1944, profitant d'un orage diluvien, Pierrot quitte le chantier. Au prix de mille aventures (arrêté, il s'enfuit en assommant son Schupo), grâce à la solidarité des prisonniers de guerre et des travailleurs forcés dont une multitude vit en Allemagne en 1944, Pierrot passe en Belgique où il est pris en compte par une filière d'évasion.
Le 5 août 1944, Pierrot est de retour à Paris, à temps pour les combats de la Libération. Sans s'accorder de répit, il décide, avec un camarade, d'exécuter Jean Hérold-Paquis. Après l'avoir pris en filature à bicyclette, ils tirent à bout portant sur la voiture du chroniqueur. Peu après, la radio annonce que Hérold-Paquis n'était pas à l'intérieur mais que quatre de ses plus proches collaborateurs ont péri.
Caché chez Jehan de Castellane (ami de Bénouville), il commande, sous l'autorité de Serge Ravanel, le corps franc de la Délégation du Gouvernement provisoire de la République.

## Distinctions
- Commandeur de la Légion d'honneur

## Filmographie
- Pierrot a inspiré à Kessel un personnage, le "Bison" de L'Armée des ombres, repris par le film de Melville.